# パトリシア・ロンベルク
パトリシア・ロンベルク（Patricia Rhomberg、1953年9月15日 – ）は、1970年代のオーストリアの元ポルノ映画女優。ドイツ語の発音はパトリツィア・ロンベルクに近いが、日本ではパトリシア・ロンバーグと表記される事が多い。

## 来歴
医療助手として働いていたときに、ドイツ人の映画監督ハンス・ビリアンと出会い、交際を始めた。
1975年、ビリアンが西ドイツ（当時）で初めて監督したハードコアポルノ映画『Bienenstich im Liebesnest』に出演した（ソフトコア版は『Im Gasthaus zum scharfen Hirschen』、別題『Zimmermädchen machen es gerne』）。彼女は不貞の夫の足跡を追う女性、グラツィエラ・シルを演じている。これはハードコア版においてもソフトコアな役割で、ロンベルクが実際に性行為を行なっているかのようにシーンは構成・編集されていたが、はっきりと視認できる性行為はなかった。

### ヨゼフィーネ・ムッツェンバッヒェル
1976年、ビリアンは彼女の方言が適役であると判断し、ポルノ映画『Josefine Mutzenbacher wie sie wirklich war, 1. Teil』（英語圏では『Sensational Janine』として知られる）で主役の座を与えた。彼女はウィーンの売春婦ヨゼフィーネ・ムッツェンバッヒェルを演じ、この映画はドイツでの彼女の名声をもたらした。数多くの続編が生み出されたが、ロンバーグが登場するのはオリジナルの1作目のみである。
ジム・ホリデイは、この映画を「ウィーンの伝説的なマダム、ヨゼフィーネ・ムッツェンバッヒェルの人生と冒険を描いた映画の中で間違いなく最高かつ最も正確」であり、「常に外国のお気に入り」映画に含まれていると語った。『Sensational Janine』は「大西洋を越えた外国映画の中で最も成功したものの1つ」であり、「今日では史上最高のポルノの1つとみなされている」。

## 後の経歴
1977年、『Kasimir der Kuckuckskleber』に出演。カシミール・ツヴィッケルフーバー（ゼップ・グナイスル）の借金返済のために売春をすることに同意する若い女性、ラリッサ・ホルムを演じた。この時期にはビリアンが監督した数多くのハードコア・ポルノループス（短編映画）、例えば『Venus in Seide』や『Schwarzer Orgasmus』にも出演しており、これらはドイツにおける異人種間ポルノの先駆けの一つであった。彼女は女優に加え、勃たせ屋としても働いていた。
1978年、彼女はビリアンと別れ、元の職業（医療助手）に戻った。

## フィルモグラフィー
すべてハンス・ビリアン監督作品
- 1975年頃に制作された短編映画:
  - Die Bühne
  - Hexy l'amour
  - Im Brummi bumst's sich besser
  - Sanitätsgefreiter Neumann
  - Schwarzer Orgasmus
  - Venus in Seide
  - Wie rettet man eine Ehe?
  - Die Wirtin von der Lahn

- 1975年: Im Gasthaus zum scharfen Hirschen (別題: Bienenstich im Liebesnest; Zimmermädchen machen es gerne)
- 1976年: Josefine Mutzenbacher – Wie sie wirklich war
- 1977年: Kasimir der Kuckuckskleber
- 1979年: Heiße Löcher, geile Stecher (カメオ出演のみでセックスシーンは無し)